# Sri-lankische Frauen-Cricket-Nationalmannschaft in Neuseeland in der Saison 2015/16
Die Tour der sri-lankischen Frauen-Cricket-Nationalmannschaft nach Neuseeland in der Saison 2015/16 fand vom 3. bis zum 22. November 2015 statt. Die internationale Cricket-Tour war Bestandteil der Internationalen Cricket-Saison 2015/16 und umfasste fünf WODIs und drei WTwenty20s. Neuseeland gewann die WODI-Serie 5–0 und die WTwenty20-Serie 3–0.

## Vorgeschichte
Für beide Mannschaften war es die erste Tour der Saison und es war das erste Aufeinandertreffen der beiden Mannschaften bei einer Tour.

## Stadien
Die folgenden Stadien wurden für die Tour als Austragungsort vorgesehen.
| Stadion             | Stadt        | Kapazität | Spiele           |
| ------------------- | ------------ | --------- | ---------------- |
| Hagley Oval         | Christchurch | 20.000    | 5. WODI; 1. WT20 |
| Bert Sutcliffe Oval | Lincoln      |           | 1. – 4. WODI     |
| Saxton Oval         | Nelson       | 6.000     | 2. & 3. WT20     |

## Kaderlisten
Neuseeland benannte seine Kader am 5. Oktober 2015. Sri Lanka benannte seine Kader am 8. Oktober 2015.
| WODI | WODI | WTwenty20 | WTwenty20 |
| Neuseeland | Sri Lanka | Neuseeland | Sri Lanka |
| --- | --- | --- | --- |
| - Suzie Bates (K) - Sophie Devine (VK) - Erin Bermingham - Leigh Kasperek - Sara McGlashan (wk) - Morna Nielsen - Katie Perkins - Liz Perry - Anna Peterson - Rachel Priest (wk) - Hannah Rowe - Amy Satterthwaite - Lea Tahuhu | - Shashikala Siriwardene (K) - Chamari Atapattu (VK) - Dilani Manodara - Prasadini Weerakkody (wk) - Ama Kanchana - Inoka Ranaweera - Nipuni Hansika - Maduri Samuddika - Udeshika Prabodhani - Sripali Weerakkody - Hasini Perera - Anushka Sanjeewani - Nilakshi de Silva - Chamari Polgampola - Sugandhika Dassanayake | - Suzie Bates (K) - Sophie Devine (VK) - Erin Bermingham - Leigh Kasperek - Sara McGlashan (wk) - Thamsyn Newton - Morna Nielsen - Katie Perkins - Liz Perry - Anna Peterson - Rachel Priest (wk) - Hannah Rowe - Amy Satterthwaite - Lea Tahuhu | - Shashikala Siriwardene (K) - Chamari Atapattu (VK) - Dilani Manodara - Prasadini Weerakkody (wk) - Ama Kanchana - Inoka Ranaweera - Nipuni Hansika - Maduri Samuddika - Udeshika Prabodhani - Sripali Weerakkody - Hasini Perera - Anushka Sanjeewani - Nilakshi de Silva - Chamari Polgampola - Sugandhika Dassanayake |

## Tour Matches
| 31. Oktober Scorecard | Lincoln | Sri Lanka 204-9 (50)               | – | New Zealand A 205-4 (44.3) |
|                       |         | Neuseeland A gewinnt mit 6 Wickets |   |                            |

## Women’s One-Day Internationals

### Erstes WODI in Lincoln
| 3. November Scorecard | Lincoln | Neuseeland 283-9 (50)          | – | Sri Lanka 187-9 (50) |
|                       |         | Neuseeland gewinnt mit 96 Runs |   |                      |

Sri Lanka gewann den Münzwurf und entschied sich als Feldmannschaft zu beginnen. Als Spielerin des Spiels wurde Rachel Priest ausgezeichnet.

### Zweites WODI in Lincoln
| 5. November Scorecard | Lincoln | Sri Lanka 126 (46.5)              | – | Neuseeland 130-0 (14.3) |
|                       |         | Neuseeland gewinnt mit 10 Wickets |   |                         |

Neuseeland gewann den Münzwurf und entschied sich als Feldmannschaft zu beginnen. Als Spielerin des Spiels wurde Suzie Bates ausgezeichnet.

### Drittes WODI in Lincoln
| 7. November Scorecard | Lincoln | Neuseeland 326-5 (50)           | – | Sri Lanka 138 (41.5) |
|                       |         | Neuseeland gewinnt mit 188 Runs |   |                      |

Neuseeland gewann den Münzwurf und entschied sich als Schlagmannschaft zu beginnen. Als Spielerin des Spiels wurde Rachel Priest ausgezeichnet.

### Viertes WODI in Lincoln
| 10. November Scorecard | Lincoln | Sri Lanka 126 (46.2)              | – | Neuseeland 127-0 (18.3) |
|                        |         | Neuseeland gewinnt mit 10 Wickets |   |                         |

Sri Lanka gewann den Münzwurf und entschied sich als Schlagmannschaft zu beginnen. Als Spielerin des Spiels wurde Morne Nielsen ausgezeichnet.

### Fünftes WODI in Christchurch
| 13. November Scorecard | Christchurch (HO) | Sri Lanka 99 (47.5) | – | Neuseeland 102-2 (17.3) |
|                        |                   |                     |   |                         |

Sri Lanka gewann den Münzwurf und entschied sich als Schlagmannschaft zu beginnen. Als Spielerin des Spiels wurde Erin Bermingham ausgezeichnet.

## Women’s Twenty20 Internationals

### Erstes WTwenty20 in Christchurch
| 15. November Scorecard | Christchurch (HO) | Neuseeland 188-3 (20)           | – | Sri Lanka 86-6 (20) |
|                        |                   | Neuseeland gewinnt mit 102 Runs |   |                     |

Neuseeland gewann den Münzwurf und entschied sich als Schlagmannschaft zu beginnen. Als Spielerin des Spiels wurde Sophie Devine ausgezeichnet.

### Zweites WTwenty20 in Nelson
| 20. November Scorecard | Nelson | Neuseeland 114-7 (20)          | – | Sri Lanka 103-8 (20) |
|                        |        | Neuseeland gewinnt mit 11 Runs |   |                      |

Neuseeland gewann den Münzwurf und entschied sich als Schlagmannschaft zu beginnen. Als Spielerin des Spiels wurde Suzie Bates ausgezeichnet.

### Drittes WTwenty20 in Nelson
| 22. November Scorecard | Nelson | Sri Lanka 86-9 (20)              | – | Neuseeland 90-1 (9.2) |
|                        |        | Neuseeland gewinnt mit 9 Wickets |   |                       |

Neuseeland gewann den Münzwurf und entschied sich als Feldmannschaft zu beginnen. Als Spielerin des Spiels wurde Thamsyn Newton ausgezeichnet.

## Auszeichnungen

### Player of the Series
Als Player of the Series wurden der folgende Spieler ausgezeichnet.
| Serie | Player of the Series |
| ----- | -------------------- |
| WODI  | –                    |
| WT20  | Suzie Bates          |

### Player of the Match
Als Player of the Match wurden die folgenden Spielerinnen ausgezeichnet.
| Spiel   | Player of the Match |
| ------- | ------------------- |
| 1. WODI | Rachel Priest       |
| 2. WODI | Suzie Bates         |
| 3. WODI | Rachel Priest       |
| 4. WODI | Morne Nielsen       |
| 5. WODI | Erin Bermingham     |
| 1. WT20 | Sophie Devine       |
| 2. WT20 | Suzie Bates         |
| 3. WT20 | Thamsyn Newton      |